# Rotterdam (nave da crociera)
Rotterdam è una nave da crociera della compagnia Holland America Line, la terza della classe Pinnacle dopo Koningsdam e Nieuw Statendam, consegnate rispettivamente nel 2016 e 2018 dallo stesso stabilimento di Marghera, la 17ª nave costruita per il marchio olandese dalla Fincantieri e la 7ª a portare tale nome. Impostata inizialmente come Ryndam, a seguito della vendita della Rotterdam del 1997 alla Fred. Olsen Cruise Lines, che l’ha ribattezzata Borealis, il 31 luglio 2020 è stato annunciato il cambio di nome della nave in costruzione a quello attuale.

## Storia

### Costruzione
Il taglio della prima lamiera è stato effettuato il 13 marzo 2019 nello stabilimento Fincantieri di Marghera, a Venezia, dando il via alla costruzione della nave, mentre l’impostazione della chiglia, con la posa nel bacino di costruzione del blocco della sezione maestra, lungo 14 metri, largo 34 e dal peso di più di 500 tonnellate, è avvenuta il 21 novembre 2019, nel frattempo un grosso troncone centro-prodiero della nave viene realizzato a Palermo sempre dalla Fincantieri dov’era stato varato l’11 ottobre e quindi, trasferito via mare al traino dei rimorchiatori navigando attraverso lo Stretto di Messina, per poi proseguire sino a Marghera, dove giunge il 26 novembre, per l'assemblaggio con gli altri blocchi.
Il 1º ottobre 2020, col rito ufficiale per l'allagamento del bacino (float in), che ha visto anche la tradizionale cerimonia delle monete (coin ceremony) ovvero la posa di 2 monete d’argento sul ponte più alto, secondo un’antica usanza marinara, la nave è stata varata e contestualmente battezzata Rotterdam, uscendo dal bacino di costruzione (float out) il 7 ottobre per completare l’allestimento in banchina, lasciandolo quindi libero per la Norwegian Prima, costruzione n. 6298, unità capofila della classe Leonardo della Norwegian Cruise Line, il cui primo troncone è giunto a Marghera l’11 dello stesso mese.
La progettazione delle aree pubbliche, come per le gemelle, è stata affidata a due dei maggiori e prestigiosi studi di architettura del mondo, Tihany Design e Yran & Storbraaten, che si sono ispirati all’architettura della musica.
Le prime prove in mare vengono effettuate a partire dal 25 aprile 2021, con attività di bacino previste a Trieste dove giunge il 27 dello stesso mese.
La sera del 29 luglio 2021, con una breve cerimonia che ha visto susseguirsi il tradizionale cambio di bandiera tra il costruttore e la compagnia, ammainando quindi quella di Fincantieri e quella italiana e alzando quella dei Paesi Bassi contemporaneamente a quella societaria di Holland America Line, viene  consegnata al comandante Werner Timmers l'ampolla con l’acqua del varo della nave da parte del direttore del cantiere Antonio Quintano. 
Il 30 luglio Rotterdam viene ufficialmente consegnata salpando il 2 agosto da Marghera alla volta dell’Arsenale Triestino San Marco, dov’è giunta il 5 agosto per rimanere inattiva (cold laying up) e da cui poi proseguirà a tempo debito per Amsterdam da dove, il 20 ottobre 2021, inizierà la traversata transatlantica verso Fort Lauderdale, Florida, riposizionandosi per crociere stagionali nei Caraibi.

## Navi gemelle
- Koningsdam
- Nieuw Statendam